# (16765) Agnesi
(16765) Agnesi (1996 UA) – planetoida z pasa głównego asteroid okrążająca Słońce w ciągu 4,25 lat w średniej odległości 2,62 j.a. Odkryta 16 października 1996 roku.